# Malimbe de Rachel
Malimbus racheliae
Espèce
Statut de conservation UICN

 LC  : Préoccupation mineure
Le Malimbe de Rachel (Malimbus racheliae) est une espèce de passereaux d'Afrique centrale appartenant à la famille des Ploceidae. Il tient son nom de Rachel Cassin Davis (1844-1922), la fille de l'ornithologue américain John Cassin.